# Satz von Lindenbaum
Der Satz von Lindenbaum (auch Lemma von Lindenbaum, nach Adolf Lindenbaum) ist ein Ergebnis der mathematischen Logik. Er besagt, dass jede konsistente Formelmenge der Prädikatenlogik erster Stufe zu einer konsistenten und vollständigen Theorie erweitert werden kann. Eine solche Theorie wird auch als maximalkonsistent bezeichnet, da alle ihre echten Obermengen inkonsistent sind. Der Satz spielt eine wichtige Rolle beim Beweis des Gödelschen Vollständigkeitssatzes.

## Beweisidee
Der Beweis für beliebige Mengen kann mit dem Auswahlaxiom oder einer äquivalenten Aussage wie dem Zornschen Lemma geführt werden: Wenn {\displaystyle \{\Gamma _{i}|i\in I\}} eine (bezüglich Mengeninklusion) aufsteigende Kette von konsistenten Formelmengen ist, dann ist auch {\textstyle \bigcup _{i\in I}\Gamma _{i}} konsistent. Nach dem Zornschen Lemma gibt es damit eine maximale konsistente Theorie.
Gewisse Verallgemeinerungen des Satzes sind sogar äquivalent zum Auswahlaxiom. Für konsistente Formelmengen über abzählbaren Sprachen lässt sich der Satz auch ohne Auswahlaxiom zeigen. Für ausreichend starke rekursiv aufzählbare konsistente Formelmengen gibt es zwar nach dem Gödelschen Unvollständigkeitssatz keine rekursiv aufzählbare vollständige Erweiterung, aber jede rekursiv aufzählbare konsistente Formelmenge hat eine vollständige Erweiterung in der {\displaystyle \Delta _{2}}-Klasse der arithmetischen Hierarchie.